# Please My Guitar
Please My Guitar è un album del cantautore Alberto Radius pubblicato nel 2004.

## Tracce
1. Nella clessidra che va - 3:54
2. Il calcio è un'altra cosa - 3:28
3. Dietro le sbarre - 3:58
4. Please My Guitar - 4:12
5. Dì qualcosa! - 4:35
6. Collage - 4:18
7. Oh W - 3:48
8. Album di famiglia - 3:44
9. Rimini e me - 3:33
10. Sul pianeta che non c'è - 4:17